# Wolverhampton Wanderers Football Club 2024-2025
Questa voce raccoglie le informazioni riguardanti il Wolverhampton Wanderers Football Club nelle competizioni ufficiali della stagione 2024-2025.

## Stagione
Questa stagione è la settima consecutiva in Premier League per il Wolverhampton. Oltre alla partecipazione in Premier League, il Wolverhampton prende parte alla FA Cup ed alla EFL Cup.

## Maglie e sponsor
|  | Casa | Trasferta | Terza divisa |

## Rosa
Aggiornata al 6 febbraio 2025

 In corsivo i calciatori ceduti durante la stagione 
| N. |                           | Ruolo | Calciatore           |
| -- | ------------------------- | ----- | -------------------- |
| 1  | Portogallo (bandiera)     | P     | José Sá              |
| 2  | Irlanda (bandiera)        | D     | Matt Doherty         |
| 3  | Algeria (bandiera)        | D     | Rayan Aït-Nouri      |
| 4  | Uruguay (bandiera)        | D     | Santiago Bueno       |
| 5  | Gabon (bandiera)          | C     | Mario Lemina         |
| 6  | Mali (bandiera)           | C     | Boubacar Traoré      |
| 7  | Brasile (bandiera)        | C     | André                |
| 8  | Brasile (bandiera)        | C     | João Gomes           |
| 9  | Norvegia (bandiera)       | A     | Jørgen Strand Larsen |
| 10 | Brasile (bandiera)        | A     | Daniel Podence       |
| 10 | Brasile (bandiera)        | A     | Matheus Cunha        |
| 11 | Corea del Sud (bandiera)  | A     | Hwang Hee-chan       |
| 12 | Costa d'Avorio (bandiera) | D     | Emmanuel Agbadou     |
| 14 | Colombia (bandiera)       | D     | Yerson Mosquera      |
| 15 | Inghilterra (bandiera)    | D     | Craig Dawson         |
| 18 | Austria (bandiera)        | A     | Saša Kalajdžić       |
| 19 | Portogallo (bandiera)     | A     | Rodrigo Gomes        |

| N. |                         | Ruolo | Calciatore             |
| -- | ----------------------- | ----- | ---------------------- |
| 20 | Inghilterra (bandiera)  | C     | Tommy Doyle            |
| 21 | Spagna (bandiera)       | A     | Pablo Sarabia          |
| 22 | Portogallo (bandiera)   | D     | Nélson Semedo          |
| 23 | Portogallo (bandiera)   | C     | Chiquinho              |
| 24 | Portogallo (bandiera)   | D     | Toti                   |
| 25 | Inghilterra (bandiera)  | P     | Daniel Bentley         |
| 26 | Portogallo (bandiera)   | A     | Carlos Forbs           |
| 27 | Francia (bandiera)      | C     | Jean-Ricner Bellegarde |
| 29 | Portogallo (bandiera)   | A     | Gonçalo Guedes         |
| 30 | Paraguay (bandiera)     | A     | Enso González          |
| 31 | Inghilterra (bandiera)  | P     | Sam Johnstone          |
| 33 | Francia (bandiera)      | D     | Bastien Meupiyou       |
| 37 | Brasile (bandiera)      | D     | Pedro Lima             |
| 40 | Galles (bandiera)       | P     | Tom King               |
|    | Burkina Faso (bandiera) | D     | Nasser Djiga           |
|    | Zimbabwe (bandiera)     | C     | Marshall Munetsi       |

## Calciomercato

### Sessione estiva(dall'1/7 al 1/9)
| Acquisti         | Acquisti         | Acquisti         | Acquisti         |
| R.               | Nome             | da               | Modalità         |
| Altre operazioni | Altre operazioni | Altre operazioni | Altre operazioni |
| R.               | Nome             | da               | Modalità         |
| ---------------- | ---------------- | ---------------- | ---------------- |

| Cessioni         | Cessioni         | Cessioni         | Cessioni         |
| R.               | Nome             | a                | Modalità         |
| Altre operazioni | Altre operazioni | Altre operazioni | Altre operazioni |
| R.               | Nome             | a                | Modalità         |
| ---------------- | ---------------- | ---------------- | ---------------- |

### Sessione invernale(dal 2/1 al 31/1)
| Acquisti         | Acquisti         | Acquisti      | Acquisti                  |
| R.               | Nome             | da            | Modalità                  |
| ---------------- | ---------------- | ------------- | ------------------------- |
| D                | Emmanuel Agbadou | Stade Reims   | definitivo (20 milioni €) |
| D                | Nasser Djiga     | Stella Rossa  | definitivo (12 milioni €) |
| C                | Marshall Munetsi | Stade Reims   | definitivo (18 milioni €) |
| Altre operazioni |                  |               |                           |
| R.               | Nome             | da            | Modalità                  |
| A                | Nathan Fraser    | Zulte Waregem | fine prestito             |
| C                | Tawanda Chirewa  | Derby County  | fine prestito             |

| Cessioni         | Cessioni        | Cessioni          | Cessioni                   |
| R.               | Nome            | a                 | Modalità                   |
| ---------------- | --------------- | ----------------- | -------------------------- |
| C                | Mario Lemina    | Galatasaray       | definitivo (2,5 milioni €) |
| C                | Luke Cundle     | Millwall          | definitivo (1,2 milioni €) |
| Altre operazioni |                 |                   |                            |
| R.               | Nome            | a                 | Modalità                   |
| C                | Tawanda Chirewa | Huddersfield Town | prestito                   |

## Risultati

### Premier League

#### Girone di andata
| Arbitro: | Gillett |

|                      |           |  |
| Havertz 25’ Saka 74’ | Marcatori |  |

| Arbitro: | England |

|                               |           |                                                            |
| Cunha 27’ Strand Larsen 45+6’ | Marcatori | 2’ Jackson 45’ Palmer 49’, 58’, 63’ Madueke 80’ João Félix |

| Arbitro: | Hooper |

|          |           |                |
| Wood 10’ | Marcatori | 12’ Bellegarde |

| Arbitro: | Kavanagh |

|            |           |                      |
| Lemina 36’ | Marcatori | 75’ Schär 80’ Barnes |

| Arbitro: | Robinson |

|                                   |           |           |
| Watkins 73’ Konsa 88’ Durán 90+4’ | Marcatori | 25’ Cunha |

| Arbitro: | Taylor |

|               |           |                                  |
| Aït-Nouri 56’ | Marcatori | 45+2’ I. Konaté 61’ (rig.) Salah |

| Arbitro: | A. Madley |

|                                                                         |           |                            |
| Collins 2’ Mbeumo 20’ (rig.) Nørgaard 28’ Pinnock 45+2’ F. Carvalho 90’ | Marcatori | 4’ Cunha 26’ Strand Larsen |

| Arbitro: | Kavanagh |

|                  |           |                           |
| Strand Larsen 7’ | Marcatori | 33’ Gvardiol 90+5’ Stones |

| Arbitro: | Oliver |

|                          |           |                           |
| Welbeck 45’ Ferguson 85’ | Marcatori | 88’ Aït-Nouri 90+3’ Cunha |

| Arbitro: | Taylor |

|                                  |           |                        |
| Strand Larsen 67’ João Gomes 72’ | Marcatori | 60’ Chalobah 77’ Guéhi |

| Arbitro: | Bramall |

|                      |           |  |
| Sarabia 2’ Cunha 51’ | Marcatori |  |

| Arbitro: | R. Jones |

|           |           |                                            |
| Iwobi 20’ | Marcatori | 31’, 87’ Cunha 53’ João Gomes 90+5’ Guedes |

| Arbitro: | Bankes |

|                       |           |                                                      |
| Strand Larsen 5’, 69’ | Marcatori | 3’ (rig.), 18’ (rig.), 74’ (rig.) Kluivert 8’ Kerkez |

| Arbitro: | Salisbury |

|                                                     |           |  |
| Young 10’ Mangala 33’ Dawson 49’ (aut.), 72’ (aut.) | Marcatori |  |

| Arbitro: | Brooks |

|                      |           |             |
| Souček 54’ Bowen 72’ | Marcatori | 69’ Doherty |

| Arbitro: | Hooper |

|           |           |                                 |
| Cunha 72’ | Marcatori | 15’ (aut.) Doherty 90+4’ Taylor |

| Arbitro: | Taylor (Cheshire) |

|  |           |                                   |
|  | Marcatori | 19’ Guedes 36’ R. Gomes 44’ Cunha |

| Arbitro: | Harrington |

|                       |           |  |
| Cunha 58’ Hwang 90+9’ | Marcatori |  |

| Arbitro: | Kavanagh |

|                                |           |                            |
| Bentancur 12’ B. Johnson 45+3’ | Marcatori | 7’ Hwang 87’ Strand Larsen |

#### Girone di ritorno
| Arbitro: | Bankes |

|  |           |                                       |
|  | Marcatori | 7’ Gibbs-White 44’ Wood 90+4’ Awoniyi |

| Arbitro: | England |

|                          |           |  |
| Isak 34’, 57’ Gordon 74’ | Marcatori |  |

| Arbitro: | Hooper |

|                                          |           |               |
| Adarabioyo 24’ Cucurella 60’ Madueke 65’ | Marcatori | 45+5’ Doherty |

| Arbitro: | Oliver |

|  |           |               |
|  | Marcatori | 74’ Calafiori |

| Arbitro: | A. Madley |

|                            |           |  |
| Bellegarde 12’ Cunha 90+7’ | Marcatori |  |

| Arbitro: | Hooper |

|                              |           |           |
| L. Díaz 15’ Salah 37’ (rig.) | Marcatori | 67’ Cunha |

| Arbitro: | Salisbury |

|  |           |           |
|  | Marcatori | 36’ Cunha |

| Arbitro: | Bankes |

|                |           |                        |
| João Gomes 18’ | Marcatori | 1’ Sessegnon 47’ Muniz |

| Arbitro: | Attwell |

|             |           |              |
| Munetsi 40’ | Marcatori | 33’ Harrison |

| Arbitro: | R. Jones |

|             |           |                        |
| Onuachu 75’ | Marcatori | 19’, 47’ Strand Larsen |

| Arbitro: | Harrington |

|                   |           |  |
| Strand Larsen 21’ | Marcatori |  |

| Arbitro: | Bankes |

|           |           |                               |
| Delap 16’ | Marcatori | 72’ Sarabia 84’ Strand Larsen |

| Arbitro: | Taylor |

|                                                            |           |                         |
| Aït-Nouri 2’ Spence 38’ (aut.) Strand Larsen 64’ Cunha 86’ | Marcatori | 59’ Tel 85’ Richarlison |

| Arbitro: | R. Jones |

|  |           |             |
|  | Marcatori | 77’ Sarabia |

| Arbitro: | Barrott |

|                                          |           |  |
| Cunha 33’ Strand Larsen 56’ R. Gomes 85’ | Marcatori |  |

| Arbitro: | Bankes |

|               |           |  |
| De Bruyne 35’ | Marcatori |  |

| Arbitro: | Oliver |

|  |           |                              |
|  | Marcatori | 28’ (rig.) Welbeck 85’ Gruda |

| Arbitro: | Webb |

|                                       |           |                               |
| Nketiah 27’, 32’ Chilwell 50’ Eze 86’ | Marcatori | 24’ Agbadou 62’ Strand Larsen |

| Arbitro: | Pawson |

|             |           |            |
| Munetsi 75’ | Marcatori | 20’ Mbeumo |

### FA Cup
| Arbitro: | R. Jones |

|             |           |                            |
| Twine 45+1’ | Marcatori | 10’ Aït-Nouri 21’ R. Gomes |

| Arbitro: | L. Smith |

|  |           |                          |
|  | Marcatori | 33’ João Gomes 34’ Cunha |

| Arbitro: | Kavanagh |

|                                                        |                      |                                                   |
| Evanilson 30’                                          | Marcatori            | 60’ Cunha                                         |
| J. Kluivert Ouattara Tavernier Huijsen Cook Sinisterra | Tiri di rigore 5 – 4 | Strand Larsen André Aït-Nouri Toti Doherty Traoré |

### EFL Cup
| Arbitro: | J. Smith |

|                 |           |  |
| Guedes 38’, 54’ | Marcatori |  |

| Arbitro: | Brooks |

|                                     |           |                        |
| Baleba 14’ Adingra 31’ Kadıoğlu 85’ | Marcatori | 44’ Guedes 90+1’ Doyle |

## Statistiche finali

### Statistiche di squadra
| Competizione   | Punti | In casa | In casa | In casa | In casa | In casa | In casa | In trasferta | In trasferta | In trasferta | In trasferta | In trasferta | In trasferta | Totale | Totale | Totale | Totale | Totale | Totale | DR  |
| Competizione   | Punti | G       | V       | N       | P       | Gf      | Gs      | G            | V            | N            | P            | Gf           | Gs           | G      | V      | N      | P      | Gf     | Gs     | DR  |
| -------------- | ----- | ------- | ------- | ------- | ------- | ------- | ------- | ------------ | ------------ | ------------ | ------------ | ------------ | ------------ | ------ | ------ | ------ | ------ | ------ | ------ | --- |
| Premier League | 42    | 19      | 6       | 3       | 10      | 27      | 32      | 19           | 6            | 3            | 10           | 27           | 37           | 38     | 12     | 6      | 20     | 54     | 69     | -15 |
| FA Cup         |       |         |         |         |         |         |         | 3            | 2            | 1            | 0            | 5            | 2            | 3      | 2      | 1      | 0      | 5      | 2      | +3  |
| League Cup     | -     | 1       | 1       | 0       | 0       | 2       | 0       | 1            | 0            | 0            | 1            | 2            | 3            | 2      | 1      | 0      | 1      | 4      | 3      | +1  |
| Totale         |       | 20      | 7       | 3       | 10      | 29      | 32      | 23           | 8            | 4            | 11           | 34           | 42           | 43     | 15     | 7      | 21     | 63     | 74     | -11 |

### Andamento in campionato
| Giornata  | 1  | 2  | 3  | 4  | 5  | 6  | 7  | 8  | 9  | 10 | 11 | 12 | 13 | 14 | 15 | 16 | 17 | 18 | 19 | 20 | 21 | 22 | 23 | 24 | 25 | 26 | 27 | 28 | 29 | 30 | 31 | 32 | 33 | 34 | 35 | 36 | 37 | 38 |
| --------- | -- | -- | -- | -- | -- | -- | -- | -- | -- | -- | -- | -- | -- | -- | -- | -- | -- | -- | -- | -- | -- | -- | -- | -- | -- | -- | -- | -- | -- | -- | -- | -- | -- | -- | -- | -- | -- | -- |
| Luogo     | T  | C  | T  | C  | T  | C  | T  | C  | T  | C  | C  | T  | C  | T  | T  | C  | T  | C  | T  | C  | T  | T  | C  | C  | T  | T  | C  | C  | T  | C  | T  | C  | T  | C  | T  | C  | T  | C  |
| Risultato | P  | P  | N  | P  | P  | P  | P  | P  | N  | N  | V  | V  | P  | P  | P  | P  | V  | V  | N  | P  | P  | P  | P  | V  | P  | V  | P  | N  | V  | V  | V  | V  | V  | V  | P  | P  | P  | N  |
| Posizione | 19 | 19 | 18 | 18 | 20 | 20 | 20 | 20 | 19 | 20 | 19 | 17 | 18 | 19 | 18 | 19 | 18 | 17 | 17 | 17 | 17 | 17 | 18 | 17 | 17 | 17 | 17 | 17 | 17 | 17 | 17 | 16 | 15 | 13 | 13 | 14 | 14 | 16 |

Legenda:

Luogo: C = Casa; T = Trasferta. Risultato: V = Vittoria; N = Pareggio; P = Sconfitta.

### Statistiche dei giocatori
Sono in corsivo i calciatori che hanno lasciato la società a stagione in corso.